# 厄瓜多尔LGBT权益
厄瓜多尔的女同性恋、男同性恋、双性恋和跨性别群體（LGBT）权利在过去几十年中取得了显著发展。在厄瓜多尔，同性性行为是合法的，同性伴侣可以登记民事結合和同性婚姻关系。
1998年，厄瓜多尔成为世界上最早在宪法上禁止基于性取向的歧视的国家之一。自2008年以来，同性伴侣可以通过民事结合享有所有婚姻权利（收养除外）。此外，根据2016年《性别认同法》，跨性别者可以仅根据自决来改变其法定性别，而无需进行性別重置手術。厄瓜多尔也是世界上少数几个禁止LGBT迴轉治療的国家之一，不过，截至2023年，仍有数百家诊所推广转化疗法。
2013年，同性恋活动人士Pamela Troya提起诉讼，要求推翻该国的同性婚姻禁令。该诉讼主要关注美洲人权法院对Atala Riffo and Daughters v. Chile一案的裁决及其2018年对同性婚姻的意见。Atala案促使墨西哥同性婚姻禁令被废除，智利也承诺将同性婚姻合法化。此外，2018年1月，美洲人权法院裁定同性婚姻是受《美洲人權公約》保护的人权。因此，宪法法院于2019年6月12日以5比4的投票结果支持同性婚姻，使同性婚姻在厄瓜多尔合法化。

## 概况
| 同性性行为合法                                       | （自1997年）           |
| 同意年龄平等（14）                                   | （自1997年）           |
| 反就业歧视法律                                       | （自1998年）           |
| 提供商品和服务的反歧视法律                           | （自1998年）           |
| 在所有其他领域的反歧视法律（包括间接歧视，仇恨言论） | （自1998年）           |
| 同性婚姻                                             | （自2019年）           |
| 同性伴侣关系认同                                     | （自2008年）           |
| 单身人士收养，无论性取向如何                         | 是                     |
| 同性伴侣收养继子女                                   | 否                     |
| 同性伴侣联合收养                                     | （自2008年起宪法禁令） |
| LGBT人群公开服役                                     | （自2009年）           |
| 有权改变法律性别                                     | 是                     |
| 身份证中的性别身份识别                               | （自2016年）           |
| 出生后配偶双方自动成为双亲                           | （自2018年）           |
| 女同性恋试管婴儿                                     |                        |
| 禁止LGBT迴轉治療                                     | （2014年）             |
| 男同性恋情侣商业代孕                                 |                        |
| 男男性接触人群（MSM）允许献血                        | 是                     |